# Maracaiba meridensis
Maracaiba meridensis — вид сцинкоподібних ящірок родини сцинкових (Scincidae). Ендемік Венесуели.

## Поширення і екологія
Maracaiba meridensis мешкають в горах Кордильєра-де-Мерида на заході Венесуели. Вони живуть на узліссях вологих гірських тропічних лісів та в садах. Зустрічаються на висоті від 1300 до 2200 м над рівнем моря.